# Аристов Іван Гаврилович
Іван Гаврилович Аристов (1913—1972) — радянський гідрограф, дослідник Арктики й Антарктики, Почесний полярник.

## Біографія
Народився 1913 року в селянській родині в селі Ощепково, Вохомського району Костромської області. Закінчивши сільську школу, деякий час був зайнятий на сільськогосподарських роботах. У 1931 році переїхав жити до Ленінграда, де працевлаштувався на заводі «Червона Зоря».
У 1936 році закінчив робочий факультет і, бажаючи продовжити навчання, вступив у Гідрографічний інститут при Головному управлінні Північного морського шляху. Влітку 1941 року початківець гідрограф був направлений для проходження практики в лоцмейстерсько-гідрографічну експедицію на гідробазі селища Провидіння Чукотського автономного округу. Однак почалася Друга світова війна, і навчання довелося перервати.
Повернувшись з фронту, Іван Гаврилович знову вступив до інституту і закінчив його у 1947 році. Після закінчення навчання він залишився працювати гідрографом у Головному управлінні Північного морського шляху й впродовж наступних років побував у різних місцях Арктики та Антарктики: на Новосибірських островах, в Оленьоцькій затоці та на архіпелагах Карського моря. З 1947 по 1949 роки обіймав посаду начальника партії, потім, до 1952 року, — керівника експедиції Тіксінської гідробази. Виконуючи обов'язки гідрографа і штурмана, він працював на дослідницьких суднах «Айсберг», «Вест», «Верещагін», «Донець», «Дослідник» і «Циркуль», брав участь у другій (1956—1958) і восьмій (1962–1964) Радянських антарктичних експедиціях і в експедиції до південного геомагнітного полюса.
За довгі роки, присвячені вивченню Арктики і Антарктики, Іван Гаврилович Аристов був нагороджений медаллю «За трудову відзнаку» і знаком «Почесному полярнику», а також його прізвище внесено в книгу пошани Гідрографічного підприємства Міністерства морського флоту.
Вийшов на пенсію у 1968 році, а 1972 року загинув у автокатастрофі, похований у Санкт-Петербурзі на Південному цвинтарі.

## Пам'ять
На честь Івана Аристова названі мис бухти Плавникова Карського моря на східному Таймирі і банку в морі Амундсена в районі Землі Мері Берд в Антарктиді.